# كريس لي تشونغ كيت
كريس لي تشونغ كيت (بالملايوية: Chris Lee Chun Kit)‏ هو سياسي ماليزي، ولد في 15 يوليو 1982 في بينانق في ماليزيا. حزبياً، نشط في حزب العمل الديمقراطي (ماليزيا).